# Lunana: A Yak in the Classroom
Lunana: A Yak in the Classroom es una película dramática butanesa de 2019 dirigida por Pawo Choyning Dorji. La película tuvo su estreno mundial en el BFI London Film Festival. Fue seleccionada como la entrada de Bután a la Mejor Película Internacional en los 93.ª Premios de la Academia, pero luego fue descalificada. Sin embargo, se volvió a presentar como la entrada de Bután para el año siguiente, siendo preseleccionado en diciembre de 2021 y siendo uno de los cinco nominados en febrero de 2022.
La película ganó el premio Audience Choice Award a la mejor película y Best of the Fest en el Festival Internacional de Cine de Palm Springs 2020. En el 26.ª Festival de Cine della Lessinia en Italia, la película fue galardonada con el Premio Lessinia d'Oro a la Mejor Película del festival, el Premio Giuria Microcosmo del carcere di Verona y una Mención Especial en el Premio Log to Green. En el Festival International du Film de Saint-Jean-de-Luz, en Saint-Jean-de-Luz, Francia, la película ganó el Prix du Public y Sherab Dorji recibió el premio al Mejor Actor por su papel de Ugyen Dorji.

## Sinopsis
Ugyen, un maestro de escuela en su último año de formación, ha sido enviado a la remota ciudad de Lunana, en el norte de Bután. Debe enfrentarse a la gran altura, la falta de comodidades y un invierno brutal.

## Reparto
- Sherab Dorji como Ugyen Dorji
- Ugyen Norbu Lhendup como Michen
- Kelden Lhamo Gurung como Saldon
- Kunzang Wangdi como Asha Jinpa
- Tshering Dorji como Singye
- Sonam Tashi como Tandin
- Pem Zam como Pem Zam
- Tsheri Zom como La abuela de ugyen